# António Marques Esparteiro
António Marques Esparteiro OA • ComA • GOA • MPMM • MOCE (Abrantes, Mouriscas, Engarnais Cimeiros, 21 de Outubro de 1898 - 1976), Oficial da Marinha, dicionarista e historiador. Passou à reserva como capitão-de-mar-e-guerra em 21 de Outubro de 1958.

## Família
Filho de Luís Marques Esparteiro (Abrantes, Mouriscas, 1868 - ?), Comerciante, e de sua mulher Engrácia Lopes (1867 - ?). Era irmão de Jesovina Marques Esparteiro (Abrantes, Mouriscas, Engarnais Cimeiros, 1891), Manuel Marques Esparteiro, Joaquim Marques Esparteiro, também um notável oficial da Marinha e governador de Macau, Eduardo Marques Esparteiro (Abrantes, Mouriscas, Engarnais Cimeiros, 1896), Vitorino Marques Esparteiro (Abrantes, Mouriscas, Engarnais Cimeiros, 1900), Jacinta Marques Esparteiro (Abrantes, Mouriscas, Engarnais Cimeiros, 1902) e Exaltina Marques Esparteiro (Abrantes, Mouriscas, Engarnais Cimeiros, 1905), os quais todos estudaram e foram pessoas de relevo.

## Biografia
Frequentou o Curso da Escola Naval, tirou o Curso de Artilharia no Royal Naval College de Greenwich e na Gunnery School de Portsmouth e o Curso Naval de Guerra.
Foi diretor da Escola de Alunos Marinheiros em 1927, e dos Serviços Marítimos. Comandou o torpedeiro Lis, o vapor Lidador e o aviso Afonso de Albuquerque. Pertenceu à Missão Naval da Fiscalização dos Avisos de 1.ª Classe construídos na Grã-Bretanha e Irlanda. Comandou também a Defesa Marítima do Porto de Leixões e Barra do Douro em 1943, com o posto de Capitão-Tenente, e ainda, interinamente, as Forças Navais do Estado da Índia.

### Condecorações[2][3]
- Oficial da Ordem Militar de Avis de Portugal (5 de Outubro de 1933)
- Comendador da Ordem Militar de Avis de Portugal (10 de Dezembro de 1954)
- Grande-Oficial da Ordem Militar de Avis de Portugal (30 de Julho de 1957)
- Medalha de Ouro de Comportamento Exemplar de Portugal (? de ? de 19??)
- Medalha de 1.ª Classe de Mérito Militar de Portugal (? de ? de 19??)
- Medalha Comemorativa das Campanhas do Exército Português na Índia de Portugal (? de ? de 19??)

### Publicações
No âmbito da sua profissão publicou diversos estudos e manuais técnico-navais, destacando-se também pela investigação histórica que levou a cabo e sobretudo pelo admirável Dicionário Ilustrado de Marinha (1936).
Publicou as seguintes obras:
- Questionário de Marinharia, Lisboa, 1928 (tem 5 edições);
- Manual de Embarcações Miúdas (edição do Ministério da Marinha), Lisboa, 1931;
- Peça Skoda de 67,5 m/m (edição do Ministério da Marinha), Lisboa, 1931;
- A B C do Aluno Marinheiro, Lisboa, 1932;
- Dicionário Ilustrado de Marinharia, Livraria Clássica Editora, Lisboa, 1936 (Lisboa, 1943 - 2.ª edição);
- Quartos (separata dos Anais do Club Militar Naval, n.ºs 1 a 2), Lisboa, 1940;
- Panoramas Navais (separata dos Anais do Club Militar Naval, n.ºs 4 a 6), Lisboa, 1940;
- Subsídios para a História da Marinha de Guerra: Fragata D. Fernando e Glória (separata de Petrus Nonius, Vol. III, f. 2), Lisboa, 1940;
- Causas da Decadência e do Ressurgimento da Marinha. Séculos XVI e XVIII (separata dos Anais do Club Militar Naval, n.ºs 9 a 10), Lisboa, 1940;
- Comandos e Manobras de Vela (separata dos Anais do Club Militar Naval, n.ºs 11 a 12), Lisboa, 1940;
- Paramina - Tipo B.V. (separata dos Anais do Club Militar Naval, n.ºs 1 a 2), Lisboa, 1941;
- Os Desvios no tiro anti-aéreo (separata dos Anais do Club Militar Naval, n.ºs 3 a 4), Lisboa, 1941;
- Corveta «Mindelo» (separata dos Anais do Club Militar Naval, n.ºs 5 a 8), Lisboa, 1941;
- A Tecnologia Naval nos Lusíadas (separata de Etnos, Vol. II), Lisboa, 1941;
- O último cruzeiro do «Graf Spee», Lisboa, 1941;
- A Acção do Oficial imediato a bordo (separata dos Anais do Club Militar Naval, n.ºs 1 a 2), Lisboa, 1942;
- Corveta «Rainha de Portugal» (separata dos Anais do Club Militar Naval, n.ºs 5 a 10), Lisboa, 1942;
- O Desembarque na Terceira em 1829 (separata de Defesa Nacional, n.ºs 102 a 104), Lisboa, 1942;
- Navio-escola «Sagres» (separata de Petrus Nonius, Vol. V, f. 1-2), Lisboa, 1942;
- Amarrações fixas (separata dos Anais do Club Militar Naval, n.ºs 3 a 4), Lisboa, 1943;
- Fragata «Rainha de Portugal», Lisboa, 1943;
- O Almirante Marquês de Nisa, com a colaboração de António Maria Pereira, Edições Culturais da Marinha, Lisboa, 1944;
- Arte de Velejar, Editora Marítimo-Colonial, Lisboa, 1945.

Foi colaborador da Grande Enciclopédia Portuguesa e Brasileira.